# Openkore
Openkore es un avanzado asistente automatizado (véase Bot) para el MMORPG Ragnarok Online. El programa es gratis, de Código abierto y principalmente escrito en Perl, solo algunas partes están escritas en c++. El intérprete perl permite un uso multiplataforma (Windows y Linux están soportados oficialmente). Openkore está disponible en virtud de la licencia GNU General Public License GPL. Su código está basado en Skore-revamped, que es una rama de Kore escrito por Kura. Este proyecto no está asociado de ninguna forma con Gravity (La compañía que desarrolló Ragnarok Online).

## Historia
El proyecto Openkore comenzó en noviembre de 2003 en manos de VCL. Openkore está basado en Skore modernizado, (El Kore original fue desarrollado por Kura). Muchos de los desarrolladores de Openkore estuvieron en anteriores proyectos de bots para Ragnarok Online (e.g. ApezBot, Kore, Modkore, Revemu, Skore, etc)
Para el fin de 2008, Openkore se convirtió en el único bot para Ragnarok Online que continuamente entregaba soporte a sus usuarios. Desde el 1 de diciembre de 2008, la cantidad de descargas de Openkore en el portal de software libre SourceForge.net aumentaron a 1,975,000 desde su aparición en 2003.

## Características
El programa emula el game client de Ragnarok Online y puede realizar cualquier acción que el personaje del jugador haría manualmente. En otras palabras, Openkore es un bot independiente, i.e., puede comunicarse directamente con los servidores sin necesitar el game client. Además, el software puede ser configurado para realizar tareas asignadas automáticamente y repetidamente sin intervención humana. Las acciones automatizadas son basadas en estado y con el macro plug-in es también basada en script. Estos automatismos cubren casi todas las acciones disponibles en el juego. Cuando un bot se está ejecutando, continuamente relata las informaciones del estado del juego, i.e., la localidad del personaje, la acción actual, el HP (Hit Points = Puntos de Vida), y la información de monstruos cercanos. Openkore permite los usuarios dar comandos en cualquier momento, independientemente de las acciones preestabelecidas por el script, i.e., el bot es baseado en script y interactivo. Básicamente, Openkore está destinado a automatizar y simplificar las acciones por el usuario del software dentro del mundo de Ragnarok Online a través del uso de una amplia programación.
Una lista de posibles acciones que se puede hacer con Openkore incluye:
- Automáticamente atacar a los monstruos
- Comprar/vender ítems
- Registro del número de monstruos asesinados
- Registro de los chats privados, públicos y de guilds
- Poner ítems en el almacén
- Utilizar las habilidades y ítems
- Caminar sin problemas entre mapas
- Añadir funciones a través del uso de otros plug-ins

## Comunidad
La comunidad de Openkore es diversa, con contribuciones al proyecto que viene de variadas comunidades que son Inglés, Francés, Alemán, Indonesio, Coreano, Portugués, Ruso, Español, Filipino, Tailandés, Chino Tradicional, y Vietnamita. Esta amplia gama de culturas permite Openkore proporcionar soporte internacional para diversos servidores de Ragnarok Online por todo el mundo. En la actualidad, Openkore apoya euRO, iRO, idRO, inRO, mRO, pRO y la mayoría de los servidores privados.